# Автомагістраль G15 Шеньян–Хайкоу
Автомагістраль Шеньян-Хайкоу (кит.: 沈阳—海口高速公路), яка позначається як G15 і зазвичай називається швидкісною магістраллю Шеньхай (кит.: 沈海高速公路) — швидкісна дорога в Китаї, що з'єднує міста Шеньян, Ляонін і Хайкоу, Хайнань. Після повного завершення буде 3,710 км у довжину. Однією з його найстаріших частин є швидкісна автострада Шеньян-Далянь або Шенда ( simplified Chinese) — 400 км швидкісна дорога, яка з'єднує Шеньян і Далянь, два найбільші міста китайської провінції Ляонін.
Швидкісна дорога завершена на більшій частині своєї довжини, за винятком двох великих водних переходів, які ще належить побудувати. Потрібне фіксоване сполучення через Бохайське море, щоб приєднатися до першої відсутньої ланки від Даляня до Яньтая. Про будівництво тунелю було оголошено в лютому 2011 року. По-друге, необхідно побудувати міст через протоку Цюнчжоу з материкового Китаю до Хайнаня. Наразі південна кінцева станція — округ Сювень у місті Чжаньцзян, провінція Гуандун, тому що постійне сполучення з Хайкоу, провінція Хайнань, ще не побудовано. 
Після повного завершення швидкісна дорога має багато інших важливих переходів через водойми. Швидкісна дорога перетинає річку Янцзи за допомогою мосту Сутун, мосту з другим за довжиною вантовим прольотом у світі станом на  2012, що з'єднує Наньтун і Чаншу, місто - супутник Сучжоу, провінції Цзянсу.  Автомагістраль також пролягає по місту через затоку Ханчжоу між Цзясіном і Нінбо, один із найдовших трансокеанських мостів у світі.

## Маршрут
Швидкісна дорога проходить через такі великі міста:

### Ляонін
- Шеньян
- Аньшань
- Далянь
- Тунель Далянь-Яньтай оцінюється, але не будується. В даний час використовується Бохайський пором, який перевозить вантажні залізничні вагони, вантажівки, автомобілі та пасажирів.

### Шаньдун
- Циндао
- Яньтай
- Жіжао

### Цзянсу
- Ляньюньган
- Яньчен
- Наньтун
- Сучжоу

### Шанхай
У Шанхаї ділянка швидкісної дороги, відома як автомагістраль Джейін, входить у місто в районі Цзядін. Вона проходить на захід від центру міста Цзядін, де багаторівнева розв’язка з’єднує його з північною частиною Шанхайської кільцевої швидкісної дороги G1501, а потім продовжує рух на південь у район Цінпу. У районі Цінпу вона з’єднується з одночасними швидкісними магістралями G2 Пекін–Шанхай і G42 Шанхай–Ченду, а потім проходить на захід від аеропорту Шанхай Хунцяо та залізничного вокзалу Шанхай Хунцяо. Розв'язка з Songze Elevated Road забезпечує доступ на схід до сусіднього аеропорту та залізничного вокзалу. На кордоні між округом Цінпу та районом Сунцзян швидкісна дорога перетинається з автострадою G50 Шанхай–Чунцін.
У районі Сунцзян швидкісна автомагістраль з’єднується з одночасними швидкісними магістралями G60 Шанхай–Куньмін і G92 Кільце затоки Ханчжоу, за якими слідує швидкісна магістраль S32 Шанхай–Цзясін–Хучжоу, остання з’єднується з міжнародним аеропортом Шанхай Пудун. Потім він продовжує рух до району Цзіньшань, де знову з’єднується з Шанхайською кільцевою швидкісною автомагістраллю G1501, а потім різко повертає на захід на швидкісну автостраду S4 Шанхай–Цзіньшань на північ від центру міста Цзіньшань. Де вона наближається до кордону Чжецзян, і з'єднується з південним кінцевим пунктом швидкісної дороги S19 Сіньнін–Шанвей, короткої швидкісної дороги з півночі на південь у Цзіньшані.

### Чжецзян
- Нінбо
- Тайчжоу
- Веньчжоу

### Фуцзянь
- Нінде
- Фучжоу
- Путянь
- Цюаньчжоу
- Сямень
- Чжанчжоу

### Гуандун
- Шаньтоу
- Шеньчжень
- Гуанчжоу
- Янцзян
- Маомінг
- Чжаньцзян
- Міст із материкового Китаю до Хайнаня не збудовано, немає продовження швидкісної дороги

### Хайнань
- Хайкоу (після завершення)